# Roudný (Zvěstov)
Roudný je malá vesnice, jedna ze 14 částí obce Zvěstov v okrese Benešov ve Středočeském kraji. Bývalá dělnická kolonie spjatá s někdejším zlatodolem se nachází cca 2,5 km jihovýchodně od Zvěstova. Je zde evidováno 10 adres. Roudný leží v katastrálním území Bořkovice.

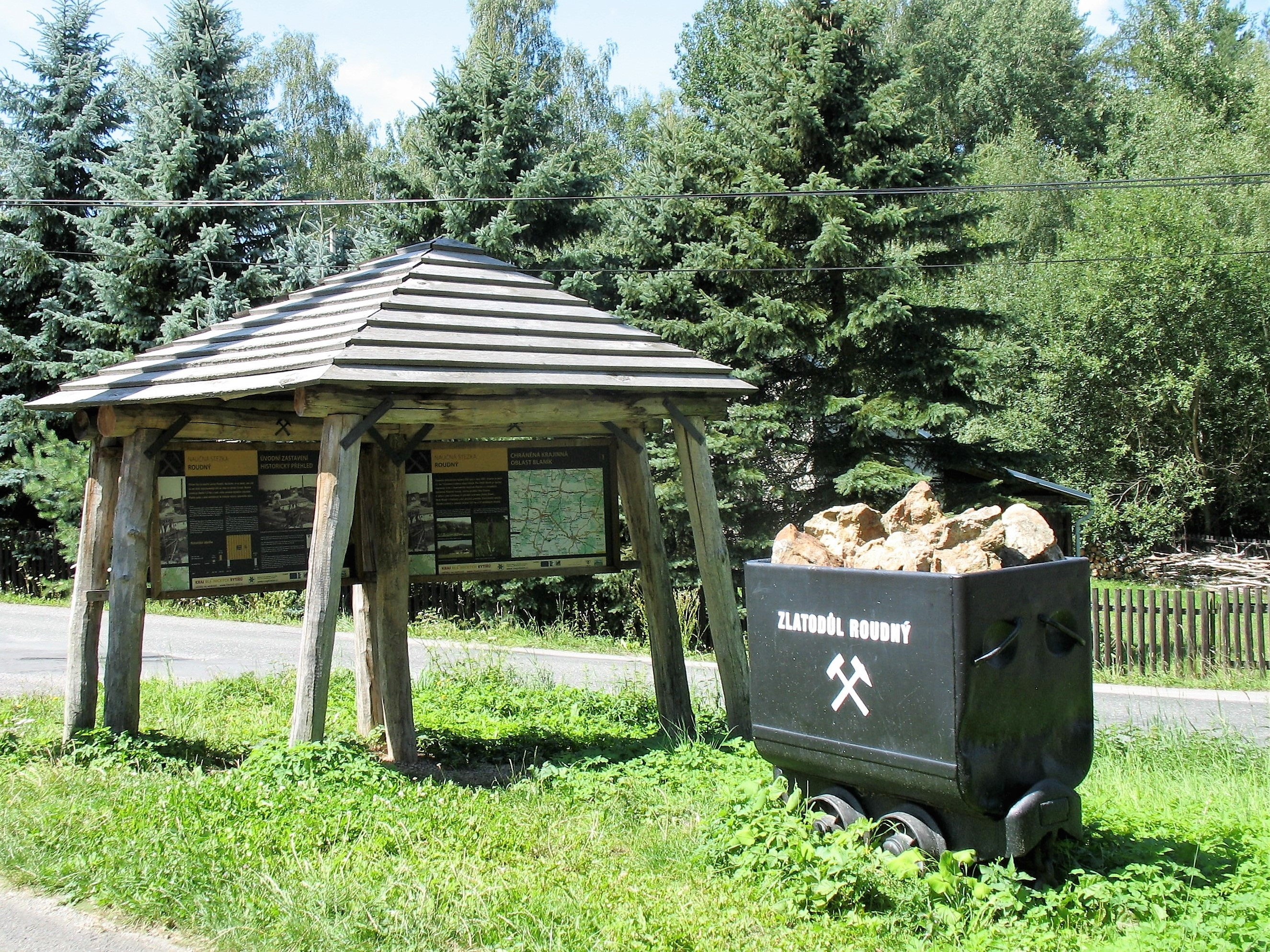
Výchozí místo naučné stezky Zlatodůl Roudný